# Diavolezza
Diavolezza (rétorománsky Ďábel) je horské sedlo a lyžařský areál nalézající se nad údolím Val Bernina na území  obce Pontresina v kantonu Graubünden v jihovýchodním Švýcarsku. Má nadmořskou výšku 2958 m a leží jihovýchodně od hory Munt Pers (3206 m n. m.) v Bernských Alpách.
Sedlo je celoročně přístupné lanovkou z údolí Val Bernina v Horních Engadinech. U údolní stanice lanovky v nadmořské výšce 2093 m se nachází železniční zastávka Bernina Diavolezza (2082 m n. m.) Bernské železnice vedoucí ze Svatého Mořice do Tirana. U horní stanice lanovky v nadmořské výšce 2978 m se nachází restaurace s barem a vyhlídkovou terasou.

## Název
Název Diavolezza pochází z legendy, podle které před mnoha lety žila na Munt Pers (Ztracené hoře) nádherná horská víla. Lovci ji vídali jen zřídka a obdivovali ji, když přecházela svahy Munt Pers k "Lej da la Diavolezza", aby se tam vykoupala. Pak se mladí lovci stali neopatrnými. Následovali ji přes skály k jejímu hradu. Ale jeden lovec za druhým mizel. To se stalo Aratschovi, mladému muži z vesnice. Všude ho marně hledali a nakonec se domnívali, že spadl do trhliny nebo se zřítil. Kdokoliv se totiž za soumraku nacházel v kraji, slyšel, jak vítr nese prosebný hlas Diavolezy, která křičí: "Mort ais Aratsch!". (Aratsch je mrtvý). Odtud pochází název Morteratsch Alp v horské  skupině Bernina.

## Lyžařský areál Diavolezza
Diavolezza je jedním ze tří velkých lyžařských areálů v Horním Engadinu. Diavolezza je spojena s lyžařským střediskem na Piz Lagalb spojovací sjezdovkou. Dále je také  oblíbený je 10 km dlouhý sjezd přes ledovce Pers a Morteratsch na terasu restaurace Morteratsch u zastávky Rhétské dráhy.
Zvláštností je i noční údolní sjezdovka bez reflektorů, která je v provozu pouze za úplňku, protože tehdy jsou světelné podmínky dostatečné pro bezpečné lyžování; takových termínů je maximálně pět ročně.

## Diavolezza v létě
V létě je Diavolezza oblíbeným cílem výletníků a pěších turistů díky panoramatickým výhledům. Vzhledem k nadmořské výšce horní stanice lanovky lze po značených stezkách snadno vystoupit na dva třítisícové vrcholy: Munt Pers asi za hodinu a Sass Queder asi za půl hodiny. K samotné horní stanici lanovky se dostanete pěšky z údolí asi za tři a půl hodiny přes Lej da Diavolezza. Kromě toho je možný trekking po ledovcích Pers a Morteratsch s průvodcem.
V létě je Diavolezza důležitým výchozím bodem pro horolezce, kteří z horského domu stoupají k cílům ve skupině Bernina. Například běžná trasa na Piz Palü začíná u Diavolezza. Možné jsou také přechody přes chaty, například přes vrcholy Bellavista na Rifugio Marco e Rosa a chatu Bovalhütte.
U horní stanice lanovky navíc začínají dvě ferraty v Engadinu vedoucí na Piz Trovat.

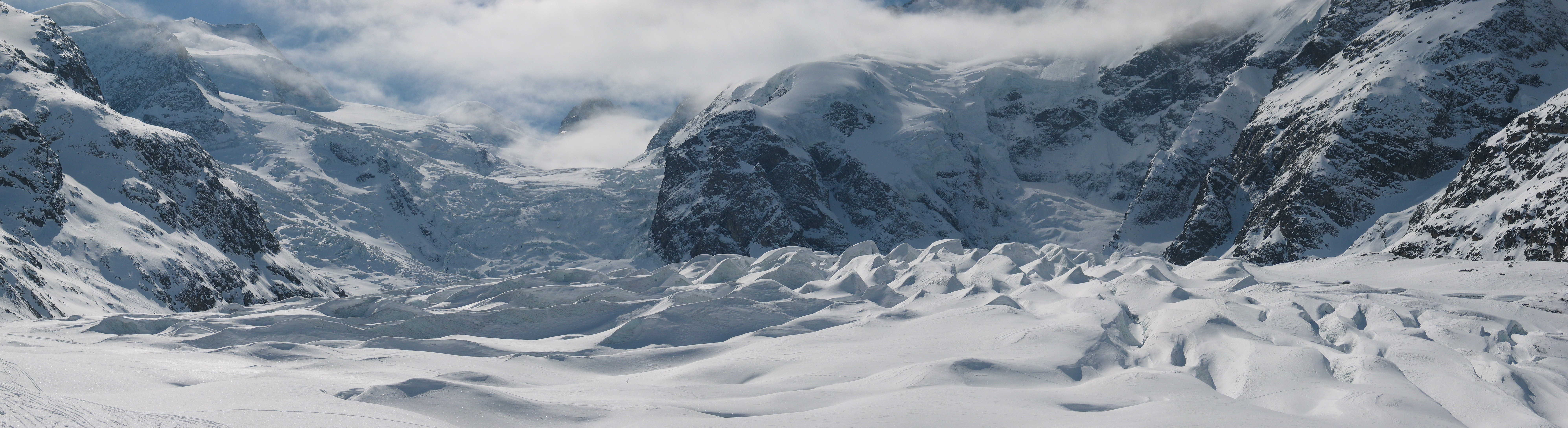
Panorama při sestupu na ledovec Morteratsch